# Domenico Maietta
Domenico Maietta (Cariati, 3 de agosto de 1982) é um futebolista profissional italiano que atua como defensor. Atualmente, joga pelo clube italiano Bologna Football Club 1909.

## Títulos

### Bologna
- Serie B: 3º 2014-15 - promoção para a Serie A